# Sarcoidose
Sarcoidose é uma doença caracterizada pela formação de agregados anormais de células inflamatórias denominados granulomas. A doença tem geralmente início nos pulmões, pele ou gânglios linfáticos. Ainda que menos comum, pode afetar os olhos, fígado, coração e cérebro. No entanto, é possível afetar qualquer órgão. Os sinais e sintomas dependem do órgão envolvido. Na maior parte dos casos não se manifestam sintomas ou os sintomas são apenas ligeiros. Quando afeta os pulmões podem ocorrer sibilos, tosse, falta de ar ou dor no peito. Em alguns casos verifica-se síndrome de Löfgren, caracterizado por febre, aumento de volume dos gânglios linfático, artrite e uma mancha na pele denominada eritema nodoso.
Desconhecem-se as causas da doença. Acredita-se que possa ser causada, em pessoas predispostas, por uma reação imunitária a um fator desencadeante, como uma infeção ou substâncias químicas. O risco é maior em pessoas com casos da doença na família. O diagnóstico baseia-se, em parte, nos sinais e sintomas, podendo ser complementado por uma biópsia. Entre os achados clínicos que tornam o diagnóstico provável estão o aumento de volume dos gânglios linfáticos no hilo pulmonar, níveis elevados de cálcio com níveis normais de hormona paratiroide, ou níveis elevados de enzima conversora da angiotensina no sangue. O diagnóstico só deve ser realizado após excluir outras causas possíveis que produzem sintomas semelhantes, como a tuberculose.
Em muitos casos, a sarcoidose resolve-se sem tratamento no prazo de alguns anos. No entanto, em algumas pessoas a doença é crónica. Alguns sintomas podem ser aliviados com a administração de anti-inflamatórios como o ibuprofeno. Nos casos em que a condição causa problemas de saúde significativos, estão indicados esteroides como a prednisona. Em alguns casos, os efeitos adversos dos esteroides podem ser reduzidos com metotrexato, cloroquina ou azatioprina. O risco de morte é de 1–7%. A probabilidade de a doença ocorrer novamente em pessoas que já a tiveram é de 5%.
Em 2015, a sarcoidose pulmonar e a doença pulmonar intersticial afetavam 1,9 milhões de pessoas em todo o mundo e foram a causa de 122 000 mortes. A doença é mais comum na Escandinávia, embora ocorra em todas as regiões do mundo. Nos Estados Unidos, o risco é maior entre Afrodescendentes. A maioria dos casos tem início entre os 20 e 50 anos de idade. A doença é mais comum em mulheres do que em homens. A sarcoidose foi descrita pela primeira vez em 1877 pelo dermatologista inglês Jonathan Hutchinson, que a classificou como uma doença cutânea indolor.

## Causas
A sarcoidose parece ser causada por uma reação imunológica a uma infecção ou algum outro agente (chamado de antígeno, que pode vir do ambiente) que continua mesmo após a infecção inicial ou outro antígeno ser removido do corpo. Na maioria dos casos, a doença se resolve sozinha sem qualquer intervenção médica, embora em alguns casos a doença persista, afetando a pessoa a longo prazo, ou gerando risco de morte ao paciente, necessitando de intervenção médica, geralmente com medicações. Sua taxa de mortalidade média é de de 5% em casos não tratados.

## Sinais e sintomas

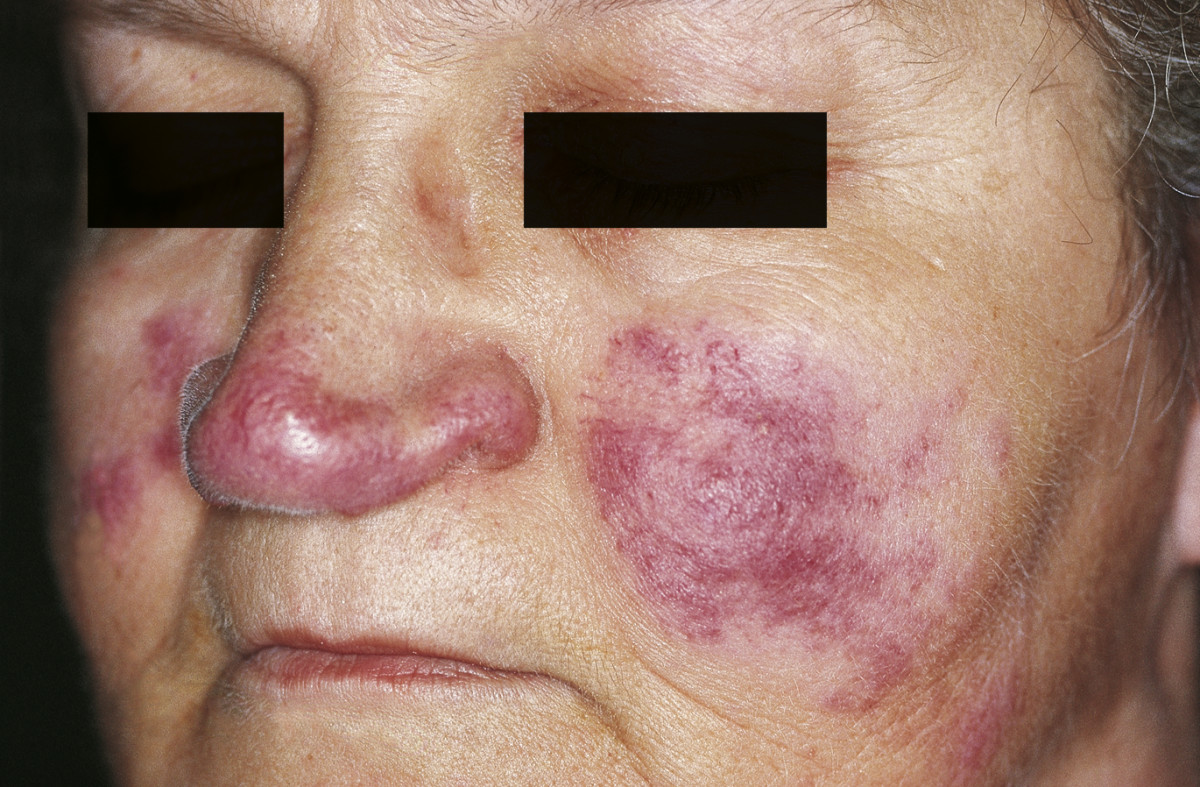
Lesões cutâneas de sarcoidose (lúpus pérnio). Placas e nódulos endurecidos de cor vermelha a roxa afetando o nariz e as bochechas.

Os sintomas comuns da sarcoidose são vagos, como fadiga não alterada pelo sono, febre, queda de cabelo, falta de energia, perda de peso, dores, artralgia, dificuldade respiratória, tosse seca ou lesões na pele.
Os sintomas cutâneos podem incluir placas vermelhas ou violeta em bochechas e nariz (Lupus pernio), nódulos vermelhos (eritema nodoso), placas vermelhas irregulares espalhadas pelo corpo (exantema maculopapular). Também podem causar olhos secos e irritação dos olhos, causando visão turva. Raramente afeta coração, ossos e sistema nervoso.
Alguns pacientes com sarcoidose são assintomáticos.

## Tratamento
A evolução clínica da doença também pode variar de caso a caso: desde doença assintomática que se cura silenciosamente até doença sintomática evoluindo para debilitação crônica causando, ainda que raramente, a morte.
O acompanhamento dos pacientes requer a realização de exames de espirometria e radiografia de tórax periodicamente, ou seja, de 3 em 3 meses, ou de 6 em 6 meses.
A maioria (75%) dos pacientes precisa apenas de tratamento sintomático com anti-inflamatórios não-esteroides. Em 15% é prescrito um corticosteroide como prednisona 1 mg/kg/dia por seis meses para tratar doença pulmonar. Outros tratamentos incluem cloroquina, ciclosporina, Infliximab e talidomida dependendo dos sintomas e tolerância aos corticoides.

## História
A sarcoidose foi descrita pela primeira vez em 1877 pelo dermatologista Jonathan Hutchinson, como uma condição médica que causava erupções avermelhadas na face, braços e mãos , porém, devido a ausência de um estudo histopatológico acompanhando a descrição, torna aquele diagnóstico duvidoso . Em 1888 o termo "Lupus pernio" foi cunhado pelo dermatologista Ernest Besnier. Mais tarde, em 1892 definiu-se a histologia do "lupus pernio". Em 1902, o envolvimento ósseo foi descrito pela primeira vez por um grupo de três médicos. Entre 1909 e 1910 a uveíte na sarcoidose foi descrita pela primeira vez, e enfatizada mais tarde em 1915 pelo Dr. Schaumann, que era uma condição sistêmica. No mesmo ano foi também relatado o envolvimento dos pulmões. Em 1937, a febre uveoparotídea foi descrita pela primeira vez e, da mesma forma, em 1941, a síndrome de Löfgren foi descrita pela primeira vez. Em 1958, acontece a primeira conferência internacional sobre a sarcoidose em Londres; nos Estados Unidos, a primeira conferência sobre sarcoidose ocorreu em Washington/DC, no ano de 1961.